# August Wilhelm Leu
August Wilhelm Leu (født 24. marts 1818 i Münster, død 20. juli 1897 i Seelisberg ved Vierwaldstättersøen) var en tysk landskabsmaler.
Leu var elev af Johann Wilhelm Schirmer, en af Düsseldorfskolens dygtigste landskabsmalere, ynder de storladne, romantiske egne og skildrer derfor i vel afrundet komposition og effektfuld lysvirkning fortrinsvis norsk fjeldnatur og alpelandskaber. Leus skildringer af norsk natur har bidraget stærkt til interessen i tysk kunst for naturstudier fra disse egne og har i øvrigt også præget adskillig norsk landskabskunsts opfattelse. På museum i Oslo ses hans Norsk Landskab med en Fos (1849); andre norske landskaber findes i Königsberg, Bremen (Sognefjord, 1849), Hamburg (Sognefjord, 1874) og Wien. I Berlins Galeri ses Oechinensee (1876), i Gotha Konigsee med Watzmann, i Stuttgart Hohe Goll ved Berch-tesgaden (1859) og så fremdeles.
En søn og elev af ham, August Leu (1852—76), malede dyrebilleder og landskaber.